# Grande Prêmio da Bélgica de 2024
O Grande Prêmio da Bélgica de 2024 (formalmente denominado Formula 1 Rolex Belgian Grand Prix 2024) Foi a décima quarta etapa do Campeonato Mundial de Fórmula 1 de 2024. disputado em 28 de julho de 2024 no Circuito de Spa-Francorchamps, em Spa, na Bélgica.

## Resumo
George Russell tinha conseguido a Vitória e dobradinha da equipe Mercedes de primeiro e segundo, só que após GP o carro foi passado pelo processo de checagem e foi encontrado irregularidade, e com isso perdeu pódio e Vitória.
Foi a última vitória de Lewis Hamilton na Mercedes.

## Resultados

### Treino classificatório
| Pos.                | N° | Piloto           | Construtor                 | Qualifying times | Qualifying times | Qualifying times | Final grid |
| Pos.                | N° | Piloto           | Construtor                 | Q1               | Q2               | Q3               | Final grid |
| ------------------- | -- | ---------------- | -------------------------- | ---------------- | ---------------- | ---------------- | ---------- |
| 1                   | 1  | Max Verstappen   | Red Bull Racing-Honda RBPT | 1:54.938         | 1:53.837         | 1:53.159         | 11         |
| 2                   | 16 | Charles Leclerc  | Ferrari                    | 1:55.349         | 1:54.193         | 1:53.754         | 1          |
| 3                   | 11 | Sergio Pérez     | Red Bull Racing-Honda RBPT | 1:55.139         | 1:54.470         | 1:53.765         | 2          |
| 4                   | 44 | Lewis Hamilton   | Mercedes                   | 1:55.692         | 1:54.037         | 1:53.835         | 3          |
| 5                   | 4  | Lando Norris     | McLaren-Mercedes           | 1:55.582         | 1:54.358         | 1:53.981         | 4          |
| 6                   | 81 | Oscar Piastri    | McLaren-Mercedes           | 1:54.835         | 1:54.136         | 1:54.027         | 5          |
| 7                   | 63 | George Russell   | Mercedes                   | 1:55.353         | 1:54.095         | 1:54.184         | 6          |
| 8                   | 55 | Carlos Sainz Jr. | Ferrari                    | 1:55.169         | 1:54.112         | 1:54.477         | 7          |
| 9                   | 14 | Fernando Alonso  | Aston Martin-Mercedes      | 1:55.489         | 1:54.258         | 1:54.765         | 8          |
| 10                  | 31 | Esteban Ocon     | Alpine-Renault             | 1:55.417         | 1:54.460         | 1:54.810         | 9          |
| 11                  | 23 | Alexander Albon  | Williams-Mercedes          | 1:55.722         | 1:54.473         |                  | 10         |
| 12                  | 10 | Pierre Gasly     | Alpine-Renault             | 1:54.911         | 1:54.635         |                  | 12         |
| 13                  | 3  | Daniel Ricciardo | RB-Honda RBPT              | 1:55.451         | 1:54.682         |                  | 13         |
| 14                  | 77 | Valtteri Bottas  | Kick Sauber-Ferrari        | 1:55.531         | 1:54.764         |                  | 14         |
| 15                  | 18 | Lance Stroll     | Aston Martin-Mercedes      | 1:56.072         | 1:55.716         |                  | 15         |
| 16                  | 27 | Nico Hülkenberg  | Haas-Ferrari               | 1:56.308         |                  |                  | 16         |
| 17                  | 20 | Kevin Magnussen  | Haas-Ferrari               | 1:56.500         |                  |                  | 17         |
| 18                  | 22 | Yuki Tsunoda     | RB-Honda RBPT              | 1:56.593         |                  |                  | 20         |
| 19                  | 2  | Logan Sargeant   | Williams-Mercedes          | 1:57.230         |                  |                  | 18         |
| 20                  | 24 | Guanyu Zhou      | Kick Sauber-Ferrari        | 1:57.775         |                  |                  | 19         |
| 107% time: 2:02.873 |    |                  |                            |                  |                  |                  |            |
| Fontes:             |    |                  |                            |                  |                  |                  |            |

### Corrida
| Pos.                                                                               | N° | Piloto           | Construtor                 | Laps | Tempo/Retirada | Grid | Pontos |
| ---------------------------------------------------------------------------------- | -- | ---------------- | -------------------------- | ---- | -------------- | ---- | ------ |
| 1                                                                                  | 44 | Lewis Hamilton   | Mercedes                   | 44   | 1:19:57.566    | 3    | 25     |
| 2                                                                                  | 81 | Oscar Piastri    | McLaren-Mercedes           | 44   | +0.647         | 5    | 18     |
| 3                                                                                  | 16 | Charles Leclerc  | Ferrari                    | 44   | +8.023         | 1    | 15     |
| 4                                                                                  | 1  | Max Verstappen   | Red Bull Racing-Honda RBPT | 44   | +8.700         | 11   | 12     |
| 5                                                                                  | 4  | Lando Norris     | McLaren-Mercedes           | 44   | +9.324         | 4    | 10     |
| 6                                                                                  | 55 | Carlos Sainz Jr. | Ferrari                    | 44   | +19.269        | 7    | 8      |
| 7                                                                                  | 11 | Sergio Pérez     | Red Bull Racing-Honda RBPT | 44   | +42.669        | 2    | 7      |
| 8                                                                                  | 14 | Fernando Alonso  | Aston Martin-Mercedes      | 44   | +49.437        | 8    | 4      |
| 9                                                                                  | 31 | Esteban Ocon     | Alpine-Renault             | 44   | +52.026        | 9    | 2      |
| 10                                                                                 | 3  | Daniel Ricciardo | RB-Honda RBPT              | 44   | +54.400        | 13   | 1      |
| 11                                                                                 | 18 | Lance Stroll     | Aston Martin-Mercedes      | 44   | +1:02.485      | 15   |        |
| 12                                                                                 | 23 | Alexander Albon  | Williams-Mercedes          | 44   | +1:03.125      | 10   |        |
| 13                                                                                 | 10 | Pierre Gasly     | Alpine-Renault             | 44   | +1:03.839      | 12   |        |
| 14                                                                                 | 20 | Kevin Magnussen  | Haas-Ferrari               | 44   | +1:06.105      | 17   |        |
| 15                                                                                 | 77 | Valtteri Bottas  | Kick Sauber-Ferrari        | 44   | +1:10.112      | 14   |        |
| 16                                                                                 | 22 | Yuki Tsunoda     | RB-Honda RBPT              | 44   | +1:16.211      | 20   |        |
| 17                                                                                 | 2  | Logan Sargeant   | Williams-Mercedes          | 44   | +1:25.531      | 18   |        |
| 18                                                                                 | 27 | Nico Hülkenberg  | Haas-Ferrari               | 44   | +1:28.307      | 16   |        |
| Ret                                                                                | 24 | Zhou Guanyu      | Kick Sauber-Ferrari        | 5    | Hidráulica     | 19   |        |
| DSQ                                                                                | 63 | George Russell   | Mercedes                   | 44   | Peso do carro  | 6    |        |
| Volta Mais Rápida: Sergio Pérez (Red Bull Racing-Honda RBPT) – 1:44.701 (volta 44) |    |                  |                            |      |                |      |        |
| Fontes:                                                                            |    |                  |                            |      |                |      |        |

## Tabela do campeonato após a corrida
|        | Pos. | Piloto           | Pontos |
| ------ | ---- | ---------------- | ------ |
|        | 1    | Max Verstappen   | 277    |
|        | 2    | Lando Norris     | 199    |
|        | 3    | Charles Leclerc  | 177    |
| 1      | 4    | Oscar Piastri    | 167    |
| 1      | 5    | Carlos Sainz Jr. | 162    |
| Fonte: |      |                  |        |

|        | Pos. | Construtor                 | Pontos |
| ------ | ---- | -------------------------- | ------ |
|        | 1    | Red Bull Racing-Honda RBPT | 408    |
|        | 2    | McLaren-Mercedes           | 366    |
|        | 3    | Ferrari                    | 345    |
|        | 4    | Mercedes                   | 266    |
|        | 5    | Aston Martin-Mercedes      | 73     |
| Fonte: |      |                            |        |

- Nota: Apenas as cinco primeiras posições estão incluídas em ambas as classificações.